# كامويا كيميو
كامويا كيميو (بالإنجليزية: Kamoya Kimeu) هو عالم أحياء متخصص في علم المستحاثات وأمين متحف كيني. واعترفت بمساهماته في مجال علم مستحاثات البشر بميدالية لاجورس من منظمة ناشيونال جيوغرافيك، كما وحصل على درجة الدكتوراه الفخرية في العلوم من جامعة كيس وسترن ريسرف.

## حياته وتعليمه
وُلِد سنة 1938 في مقاطعة ماكويني، في منطقة ريفية جنوب كينيا، لأبوين هما فيلومينا مويلو وكيمو مبالو. كان والده راعي ماعز، ولكنه كان يعمل في مشروع بناء سكة حديد وقت ولادة كامويا.
التحق خلال شبابه بمدرسة تبشيرية مسيحية لمدة ست سنوات، لكنه تركها عند بلوغه سن مناسبة لرعي الماعز في الحقل. كانت لغة عائلته الأم هي الكيكامبا. كما تعلم التحدث باللغة الإنجليزية والسواحيلية، وهو ما أثبت أهميته في حياته لاحقًا، عندما ترجم للعلماء الزائرين الذين عمل معهم.

## المسيرة العلمية
بدأ كيمو العمل في مجال علم مستحاثات البشر كعامل لدى الباحثين لويس ليكي وماري ليكي في خمسينيات القرن الماضي. وقد كان لويس ليكي يتحدث معه بطلاقة بلغة الكيكويو، وهي لغة مشابهة للغة الكيكامبا، مما شجع كيمو على العمل مع الفريق.
انضم إلى البعثات الاستكشافية التي قادها ريتشارد ليكي سنة 1963، ابن ماري ولويس الذي سار على خطاهما كعالم في علم مستحاثات البشر. رافقه كيمو إلى نهر أومو وبحيرة رودولف (بحيرة توركانا حاليًا) عام 1967. وسرعان ما أصبح المساعد الرئيسي لريتشارد ليكي، حيث تولى إدارة العمليات الميدانية في غيابه. وكان يُعرف بين زملائه باسم السيد كامويا. وفي عام 1977 أصبح أمينًا على جميع مواقع ما قبل التاريخ في المتاحف الوطنية الكينية.
تشمل الاكتشافات الأحفورية الهامة التي قام بها كيميو جمجمة هومو هابيليس المعروفة باسم KNM-ER 1813، وهيكل عظمي شبه كامل للإنسان العامل المعروف باسم KNM-WT 15000 أو صبي توركانا (المعروف أيضًا باسم صبي ناريوكوتومي)، وفي عام 1964، فك إنسان بارانثروبوس بويزي المعروف باسم بينينج مانديبل. وقد وصفت كارول وارد أستاذة التشريح في جامعة ميسوري وصفت كيميو بأنه "أسطورة... مسؤولة عن بعض أهم الاكتشافات الحفرية التي شكلت فهمنا لماضينا التطوري".

## الأسماء العلمية
سُمي اثنان من الرئيسيات الأحفورية باسمه: كامويابيثيكوس هاميلتوني وسيركوبيثيكويدس كيموي.

## وفاته
توفي كيميو بسبب فشل كلوي في نيروبي في 20 يوليو 2022. ويُعتقد أن عمره كان حوالي 84 عامًا.